# Карспак
Карспа́к (фр. Carspach) — коммуна на северо-востоке Франции в регионе Гранд-Эст (бывший Эльзас — Шампань — Арденны — Лотарингия), департамент Верхний Рейн, округ Альткирш, кантон Альткирш.
Площадь коммуны — 17,17 км², население — 1786 человек (2006) с тенденцией к росту: 2045 человек (2012), плотность населения — 119,1 чел/км².

## Население
Численность населения коммуны в 2011 году составляла 2048 человек, а в 2012 году — 2045 человек.
| 1962 | 1968 | 1975 | 1982 | 1990 | 1999 | 2006 | 2011 | 2012 |
| ---- | ---- | ---- | ---- | ---- | ---- | ---- | ---- | ---- |
| 1533 | 1558 | 1500 | 1448 | 1399 | 1620 | 1786 | 2048 | 2045 |

Динамика населения:

## Экономика
В 2010 году из 1328 человек трудоспособного возраста (от 15 до 64 лет) 1007 были экономически активными, 321 — неактивными (показатель активности 75,8%, в 1999 году — 70,6%). Из 1007 активных трудоспособных жителей работали 931 человек (494 мужчины и 437 женщин), 76 числились безработными (42 мужчины и 34 женщины). Среди 321 трудоспособных неактивных граждан 135 были учениками либо студентами, 98 — пенсионерами, а ещё 88 — были неактивны в силу других причин.
На протяжении 2011 года в коммуне числилось 805 облагаемых налогом домохозяйств, в которых проживало 2040 человек. При этом медиана доходов составила 24734 евро на одного налогоплательщика.